# Mihail Dragomirescu
Mihail Dragomirescu (n. 22 martie 1868, Plătărești, Călărași – d. 25 noiembrie 1942, București) a fost un estetician, teoretician și critic literar român.

## Biografie
Urmează studiile liceale la Liceul „Gh. Lazăr” și la Colegiul „Sf. Sava” din București. Între anii 1889-1892 este student al Facultății de Litere și Filosofie a Universității din București, pe care o absolvă cu o teză despre Relațiunea dintre premisele și ultimele concluziuni ale filosofiei lui Herbert Spencer. Devine discipolul lui Titu Maiorescu, de care se desparte ulterior.
În 1895 este numit conferențiar de estetică la Universitatea din București, iar în 1906 profesor titular la catedra de literatură română a Facultății de Litere și Filosofie din București. Organizează Seminarul de Literatură, transformat în Institutul de Literatură.
A condus revistele „Convorbiri critice”, „Ritmul vremii”, „Falanga”, în paginile cărora a combătut, de pe pozițiile criticii raționaliste, atât sămănătorismul, cât și simbolismul și modernismul. Adept al esteticii integraliste, el considera capodopera drept o specie, înglobând în mod rigid arta în sfera științei.
A fost proprietarul și directorul revistei Gazeta municipală.

## Distincții
- Ordinul Meritul Cultural în gradul de Cavaler cl. I, pentru litere (23 septembrie 1942)[4]

## Opera
- Critica „științifică” și Eminescu, 1895, ed. a II-a, 1906, ed. a III-a, 1925
- Critica dramatică, 1904, reeditare, 1996
- Teoria poeziei, 1906, ediție revăzută (Poezia română), 1915
- Știința literaturii, 1926
- La science de la littérature, vol. I-III, Paris, 1928-1929, vol. IV, 1938
- Critică - directive literare, vol. I, 1927, vol. II, 1928
- Integralismul (dialoguri filosofice), 1929
- Sămănătorism, poporanism, criticism, 1934
- Scrieri critice și estetice, ediție îngrijită, cu note și comentarii de Z. Ornea și Gh. Stroia, 1969

## Afilieri
- Membru de onoare (1938) al Academiei Române